# بوم بوم (أغنية)
بوم بوم (بالإنجليزية: Boom Boom)‏ هي أغنية أنتجها المنتج المغربي ريدوان شاركة فيها المغني العالمي دادي يانكي والمغني الأمريكي المغربي العالمي فرنش مونتانا التي حققت نجاح كبير على المستوى العالمي وحطمت رقم قياسي في عدد المشاهدات حيت حققت في مدة 48 ساعة حوالي 80 مليون مشاهدة على موقع اليوتيوب، ولا زالت تحقق الملايين المشاهدات منذ انطلاقها. الأغنية صورت في المغرب في مدينة تطوان مراكش وطنجة وأكادير والصحراء المغربية يظهر في الفيديو كليب الاغنية جمال المدن المغربية وجمال الصحراء المغربية والطبيعة الجميلة التي يعرفها المغرب.